# Handré Pollard
Handré Pollard (wym. [ˈɦan.drə ˈpɔ.lart], ur. 11 marca 1994 w  Somerset West) – południowoafrykański rugbysta występujący na pozycji łącznika ataku. Reprezentant kraju, zdobywca i dwukrotny uczestnik pucharu świata oraz trzykrotny medalista, w tym zwycięzca mistrzostw świata juniorów.

## Młodość
Pollard urodził się w Somerset West na obrzeżach Kapsztadu. Uczęszczał do Somerset-Wes Primêr Skool, a następnie był stypendystą prestiżowego Paarl Gimnasium – szkoły, w której kształcili się m.in. Jean de Villiers czy Schalk Burger. W barwach kolejnych zespołów Western Province brał udział w juniorskich rozgrywkach Craven Week oraz Grant Khomo Week – U-13 w 2007, U-16 w 2010 i U-18 w 2011 roku. Podczas turnieju w 2010 roku swoimi występami przykuł uwagę przedstawicieli zespołu Blue Bulls. Rok później pełnił funkcję kapitana zespołu, a pod okiem Allistera Coetzee brał udział w treningach pierwszej drużyny Stormers, ekipy występującej na co dzień w lidze Super Rugby.
W wieku 18 lat Pollard był już znanym w kraju zawodnikiem, którego postrzegano jako wielki talent i jedną z nadziei południowoafrykańskiego rugby. Otrzymał wówczas oferty kontraktów seniorskich nie tylko ze swojego rodzimego ośrodka, ale także od Blue Bulls z Pretorii oraz Sharks z Durbanu. Po długotrwałych spekulacjach i pomimo wytężonych starań działaczy Western Province w połowie 2012 roku zawodnik zdecydował się ostatecznie na budzące kontrowersje przenosiny do Pretorii – głównym inicjatorem sprowadzenia młodego zawodnika, a następnie jego mentorem był Heyneke Meyer. W 2013 roku Pollard wraz z drużyną Uniwersytetu w Pretorii – UP Tuks – uczestniczył w zmaganiach Varsity Cup. Rozgrywki zakończył z 52 punktami (drugi wynik) w ośmiu spotkaniach. W wygranym 44:5 finale z drużyną ze Stellenbosch zdobył 17 punktów i został okrzyknięty najlepszym zawodnikiem meczu.

## Kariera klubowa
W roku 2013, wciąż reprezentując zespół Blue Bulls w zmaganiach Currie Cup do lat 21, Pollard został włączony do drużyny seniorów na rozgrywki niższego poziomu, Vodacom Cup, gdzie rozegrał dwa spotkania. W czerwcu przedłużył swój kontrakt z Blue Bulls do 2017 roku. Dwa miesiące później zadebiutował w dorosłych zawodach Currie Cup, a w lutym 2014 w barwach Bulls w lidze Super Rugby. Po sezonie Pollard przedłużył do 2017 roku także kontrakt z ekipą Bulls.
W 2015 roku 21-latek był już podstawowym zawodnikiem Bulls w rozgrywkach Super Rugby. Latem przedłużył kontrakt z zespołem z Pretorii o kolejne dwa lata, do połowy 2019 roku. Zgodnie z zapisami nowej umowy uzyskał zgodę swojej drużyny na podpisanie krótkoterminowego kontraktu z jednym z klubów japońskiej Top League. W trakcie trzymiesięcznego pobytu w drużynie Red Hurricanes w okresie od listopada 2015 do stycznia 2016 roku rozegrał siedem spotkań, w tym zaledwie trzy w podstawowym składzie. 
Z Japonii Pollard powrócił z niezaleczonym urazem ramienia, przez który miał opuścić rozpoczęcie nowego sezonu Super Rugby. W trakcie powolnego powrotu do treningów zawodnik zerwał jednak więzadła krzyżowe w kolanie. Biorąc pod uwagę przymusową przerwę w grze wynoszącą co najmniej dziewięć miesięcy, zdecydował się poddać także operacji kontuzjowanego ramienia, które doskwierało mu od czasu Pucharu Świata 2015. Zakażenie, jakie wdało się w rany pozostałe po szwach chirurgicznych doprowadziło do posocznicy. W rezultacie Pollard spędził pięć tygodni na oddziale intensywnej terapii. W pewnym momencie diagnoza lekarska nie wykluczała konieczności amputacji zakażonej kończyny.
Ostatecznie przerwa w grze trwała ponad rok – pierwsze spotkanie po powrocie do zdrowia zawodnik rozegrał w lutym 2017 roku ze Stormers w ramach Super Rugby. W rozgrywkach tych Pollard pełnił funkcję kapitana zespołu, jednak zdołał rozegrać zaledwie sześć spotkań, nim w kwietniu doznał kolejnego urazu, tym razem kostki. Niezbędna była dalsza rekonwalescencja trwająca tym razem około dwóch miesięcy. Po kontuzji pierwsze spotkanie rozegrał w barwach Blue Bulls przeciw Falcons w ramach turnieju Rugby Challenge. W efekcie pierwszy pełny okres w Super Rugby Pollard rozegrał dopiero w 2018 roku.
W nowym sezonie ekipa Bulls po kilku latach słabszych występów po raz pierwszy od 2013 roku awansowała do fazy pucharowej; tam jednak odpadła już na etapie ćwierćfinałów, po porażce z Hurricanes. Przed startem rozgrywek Pollard został wybrany zastępcą nowego kapitana Looda de Jagera, który jednak doznał urazu tuż po starcie ligi.
W połowie roku w mediach ukazała się informacja, że po zakończeniu pucharu świata Pollard dołączy do klubu ligi Top 14 – Montpellier Hérault Rugby. Informację tę sam zespół potwierdził oficjalnie w przededniu turnieju. Ujawniono, że reprezentant RPA podpisał we Francji kontrakt obowiązujący do 2022 roku. W jego miejsce zespół z Pretorii pozyskał doświadczonego Morné Steyna. W ocenie niektórych komentatorów ruch ten miał pozwolić Pollardowi na dalszy rozwój i spełnienie drzemiącego w nim potencjału, czego nie potrafił zrobić w barwach Bulls.

## Kariera reprezentacyjna
W drużynie narodowej Pollard debiutował w grupie do lat 20, do której trafił wobec kontuzji Johana Goosena. Jako 18-latek był integralnym członkiem zespołu podczas rozgrywanych w RPA mistrzostw świata. Opuściwszy przegrany mecz otwarcia z Irlandią, w pozostałych spotkaniach wychodził już w pierwszym składzie. Podczas turnieju zdobył 42 punkty, w tym 12 w wygranym 22:16 finale z Nową Zelandią. W dalszej części tego samego roku rozegrał trzy mecze w barwach reprezentacji do lat 18. W roku 2013 ponownie uczestniczył w mistrzostwach świata U-20 we Francji, gdzie po półfinałowej porażce z Walią w meczu o trzecie miejsce „Junior Boks” pokonali Nowozelandczyków 41:34. Rok później Pollard wystąpił na trzeciej imprezie tej rangi, pełniąc przy tym funkcję kapitana zespołu. Reprezentanci RPA dotarli do wielkiego finału, w którym jednym punktem ulegli rówieśnikom z Anglii. Sam Pollard w końcówce meczu miał szansę na przechylenie szali zwycięstwa na stronę Południowej Afryki jednak nie trafił kopu po koźle. Łącznie, na przestrzeni trzech turniejów rozegrał 14 spotkań, zdobywając w nich 141 punktów.
Wobec plagi kontuzji w pierwszej drużynie RPA (urazy Johana Goosena, Pata Lambiego, powrót do klubu Morné Steyna) Pollard bezpośrednio po zakończeniu turnieju młodzieżowego otrzymał powołanie do dorosłej reprezentacji prowadzonej przez byłego już trenera Bulls, Heyneke Meyera. Zadebiutował w Port Elizabeth zaledwie osiem dni po finale mistrzostw świata juniorów, 28 czerwca 2014 r. Dzięki celnym kopom w spotkaniu ze Szkotami zdobył wówczas 13 punktów. Niemal od razu zyskał miejsce w pierwszym składzie „Springboks” – w rozgrywanych na przełomie lipca i sierpnia zmaganiach w ramach The Rugby Championship w pięciu spośród sześciu meczów wystąpił w podstawowym składzie, zdobywając dla swojej drużyny dwa przyłożenia i 33 punkty z kopów. Podobną rolę pełnił także podczas kolejnej edycji rozgrywek. Pod koniec sierpnia 2015 roku 21-latek znalazł się w liczącej 31 osób kadrze kadrze na Puchar Świata. Podczas rozgrywanego w Anglii turnieju wystąpił we wszystkich siedmiu spotkaniach swojego zespołu, w tym w przegranym 18:20 półfinale z „All Blacks” a także w decydującym o brązowym medalu spotkaniu z Argentyną. W całym turnieju Pollard zdobył 93 punkty, plasując się pod tym względem na drugim miejscu, jedynie za Nicolásem Sánchezem.
Ze względu na nękające go kontuzje opuścił cały okres reprezentacyjny w 2016 i pierwszej części 2017 roku. Po raz pierwszy po dłuższej przerwie w koszulce „Springboks” pojawił się jako zmiennik podczas spotkania w ramach The Rugby Championship we wrześniu 2017 roku, kiedy reprezentanci RPA zostali rozgromieni przez Nową Zelandię 57:0. Miejsce w pierwszym składzie odzyskał w listopadowym starciu z Francją. Po tym, jak na początku 2018 roku na stanowisku szkoleniowca reprezentacji RPA Allistera Coetzee zastąpił Rassie Erasmus, Pollard bezapelacyjnie w hierarchii zespołu awansował na pozycję podstawowego łącznika ataku. W czerwcu uczestniczył w wygranej serii trzech spotkań z reprezentacją Anglii (Południowa Afryka wygrała dwa mecze, w których Pollard grał w wyjściowym składzie). W drugim ze spotkań młody gracz popisał się celnym kopem z rzutu karnego wykonywanego w odległości 58 metrów od bramki. Jesienią, podczas The Rugby Championship 2018 reprezentanci RPA z Pollardem w składzie pokonali w wyjazdowym meczu „All Blacks” 36:34, co udało im się po raz pierwszy od 2009 roku. Pomimo godnego uwagi zwycięstwa, „Springboks” rozgrywki te zakończyli na miejscu drugim, ze sporą stratą do Nowej Zelandii. W grudniu Pollard wystąpił w barwach elitarnego klubu Barbarian F.C. w starciu z reprezentacją Argentyny.
Rok później w skróconych z uwagi na puchar świata rozgrywkach zawodnicy RPA wygrali dwa spotkania (z Australią i Argentyną), remisując mecz z Nową Zelandią, dzięki czemu sięgnęli po końcowe trofeum po raz pierwszy od edycji w 2009 roku. Sam Pollard, który nie zagrał w pierwszym starciu z „Wallabies” zdobył 42 punkty, co dało mu tytuł najlepiej punktującego zawodnika rozgrywek. W samym meczu z Argentyną uzyskał 31 punktów, co stanowiło wówczas jego osobisty rekord. Wkrótce po zakończeniu rozgrywek został uwzględniony w składzie na rozpoczynający się we wrześniu 2019 roku puchar świata w Japonii.

## Styl gry
Pollard dysponuje dobrym przeglądem pola gry oraz umiejętnościami pozwalającymi na precyzyjne przenoszenie piłki nogą. Słynie też z celności kopów po stałych fragmentów gry (rzutów karnych i podwyższeń). Z uwagi na ponadprzeciętne warunki fizyczne (blisko 190 cm wzrostu i około 100 kg masy ciała) jednym z częściej przytaczanych aspektów jego gry jest nietypowa dla zawodników występujących na pozycji łącznika ataku skłonność do bezpośredniego atakowania linii obrony rywali w nadziei na jej przerwanie. Z tego samego względu reprezentant RPA jawi się jako silny punkt w akcjach obronnych, skłonny do wykonania szarż w defensywie. Z biegiem czasu częściej pojawiały się głosy chwalące jego dojrzałość taktyczną i zróżnicowanie zagrywek. Sam zawodnik podkreślał, że dorastając wzorował się na Angliku Jonnym Wilkinsonie.
Jednocześnie część komentatorów krytykowała wychowanka Paarl Gimnasium za zbyt mały wpływ wywierany na przebieg akcji jego drużyny, zwłaszcza w porównaniu do najlepszych na świecie zawodników występujących na jego pozycji.

## Wyróżnienia
- IRB/World Rugby Awards
  - Młody Zawodnik Roku (2014)[40]
- nagrody South African Rugby Union
  - Zawodnik Roku (nominacja 2014[64], 2018[65])
  - Młody Zawodnik Roku (2014[64]; nominacja 2015[66])
  - Zawodnik U-20 Roku (2014)[64]

## Życie osobiste
Jego ojciec, Andre, także grał w rugby, był kapitanem zespołu Western Province U-18 podczas Craven Week, a w 1978 roku kapitanem pierwszej drużyny Paarl Gimnasium.
Handré jest żonaty z Marise Malherbe, para pobrała się w 2017 roku. Poznali się w Paarl, gdzie oboje uczęszczali do szkół (odpowiednio: do koedukacyjnego Paarl Gimnasium i szkoły dla dziewcząt Hoër Meisieskool Paarl). Następnie Marise studiowała na Uniwersytecie w Pretorii, uprawiając lekkoatletykę (biegi średniodystansowe).